# ألان لوسون
ألان لوسون (بالإنجليزية: Alan Lawson)‏ هو لاعب اتحاد الرغبي بريطاني، ولد في 19 مايو 1948 في كيركالدي في المملكة المتحدة.

## وصلات خارجية
- ألان لوسون عل موقع إسبنسكروم (الإنجليزية)